# 铁坡镇
铁坡镇，是中华人民共和国湖南省怀化市中方县下辖的一个乡镇级行政单位。

## 行政区划
铁坡镇下辖以下地区：
铁兴社区、双岭村、团一村、板溪村、培丰村、黄星村、甲石村、两利村、杨柳村、联家村、江坪村和黄建村。